# Jules Brisson (journaliste)
Pour les articles homonymes, voir Jules Brisson.
Léonard Jules Brisson est un éditeur de presse, un journaliste et un écrivain français, né à Cabara (Gironde) le 23 janvier 1828, mort à Paris 9e le 29 octobre 1902.

## Biographie
Jules Brisson est né dans une famille de propriétaires terriens à Cabara, village proche de Bordeaux. Il fait des études secondaires de littératures et de mathématiques, tout en envoyant des vers au journal local.
En 1847, il part à Paris, puis en Italie, avant de revenir en 1851 à Bordeaux, pour devenir journaliste à la Tribune de la Gironde, où il se fait remarquer par des polémiques anticléricales. Au début du Second Empire, la plupart des rédacteurs du journal doivent s’exiler.
Il fonde ensuite le journal Les Salons de Paris et collabore un peu plus tard au quotidien Le Siècle, à l’âge de 30 ans. Il est, en 1883, le fondateur de la revue hebdomadaire Les Annales politiques et littéraires, revue éclectique mêlant politique et chroniques littéraires, puis en avril 1883 du Journal de l'Université des Annales, avec son fils Adolphe Brisson (1860-1925).
Jules Brisson est le père d'Adolphe Brisson, époux d'Yvonne Sarcey (la fille du critique dramatique et journaliste français Francisque Sarcey), qui seront les parents de Pierre Brisson, qui dirigea Le Figaro.

## Publications
- Les Premiers Chants, 1847
- Essai pratique sur les moyens d'organiser le travail, 1848
- Giorgio, 1848
- La Majorité parlementaire, 1849
- Adonaï, pages contemporaines, 1850
- Chants élégiaques, 1852
- Épître à M. de Lamartine sur ses détracteurs, 1858
- Jean Balthasar, ou le Philosophe millionnaire, 1858
- Chemin de fer de l'Entre-deux-mers, 1860
- De l'organisation communale, 1861
- De l'influence de l'homme de lettres sur la société, étude philosophique et littéraire, 1862
- Mélanges politiques et littéraires, 1900